# Blythipicus
A Blythipicus a madarak (Aves) osztályának harkályalakúak (Piciformes) rendjébe, ezen belül a harkályfélék (Picidae) családjába tartozó nem.

## Előfordulásuk
A Blythipicus-fajok előfordulási területe Délkelet-Ázsia. A B. pyrrhotis nyugaton, Nepálig is fellelhető.

## Rendszerezés
A nembe az alábbi 2 faj tartozik:
- Blythipicus pyrrhotis (Hodgson, 1837)[3]
- Blythipicus rubiginosus (Swainson, 1837)[4]